# Canals (Hiszpania)
Canals – gmina w Hiszpanii, w prowincji Walencja, we wspólnocie autonomicznej Walencja, o powierzchni 21,86 km². W 2011 roku liczyła 14 024 mieszkańców.